# Musées spécialisés en Finlande
Les Musées spécialisés en Finlande (finnois : Suomen erikoismuseot) sont des musées spécialisés dans un domaine ou un type d'objet.

## Autres musées spécialisés de Finlande
- Musée Alvar Aalto
- Musée industriel d'Ankkapurha
- Musée de l'automobile, Espoo
- Musée de l'université d'Helsinki
- Musée de l’hôtellerie et de la restauration (fi), Helsinki
- Musée de défense aérienne (fi), Tuusula
- Musée de l'infanterie de Mikkeli (fi), Mikkeli
- Musée du rail de Jokioinen (fi)
- Musée d'usine de Kaukaa (fi)
- Musée d'usine de Kauttua (fi)
- Musée de l'horlogerie de Finlande
- Musée de l'aviation de Finlande centrale
- Musée de la guitare (fi), Lapinjärvi
- Musée de l'artisanat de Luostarinmäki, Turku
- Lähetysmuseo, Helsinki
- Musée des médias Rupriikki, Tampere
- Musée des blindés, Parola
- Musée de la poste, Tampere
- Päämajamuseo, Mikkeli
- Musée de la monnaie (fi), Helsinki
- Musée de l'école des officiers de réserve (fi), Hamina
- Musée de la guerre, Helsinki
- Musée de la médecine militaire (fi), Lahti
- Musée des sports équestres (fi), Ypäjä
- Musée du football de Finlande (fi), Valkeakoski
- Musée Militaria, Hämeenlinna
- Musée des eaux (fi), Turku
- Musée d'usine de Verla,
- Musée de la locomotive (fi), Toijala
- Musée de la perle d'Ylämaa (en), Ylämaa
- Musée d'art moderne, Espoo
- Musée du lycée, Jyväskylä

### Musées maritimes
- Musée du marin (fi), Oulu
- Musée maritime (fi), Kristiinankaupunki
- Musée maritime (fi), Vaasa
- Musée maritime (fi), Rauma
- Musée du marin (fi), Uusikaupunki
- Forum Marinum, Turku
- Musée maritime d'Åland, Maarianhamina
- Musée de Suomenlinna, Helsinki
- Musée maritime (fi), Loviisa
- Musée maritime de Finlande, Kotka

### Musées de personnalités
- Musée Abraham Ojanperä, Liminka
- Musée Emil Halonen, Lapinlahti
- Musée Lauri Viita, Tampere
- Musée Lénine, Tampere
- Kalela, Ruovesi
- Musée Mannerheim, Helsinki
- Musée Särestöniemi, Kaukonen
- Musée Albert Edelfelt, Porvoo
- Musée Ilmari Kianto, Suomussalmi
- Musée Elias Lönnrot, Sammatti
- Musée Sibelius, Turku

### Habitations musées
- Musée Emil Cedercreutz, Harjavalta
- Musée Johan Ludvig Runeberg, Porvoo
- Maison natale de Jean Sibelius, Hämeenlinna
- Musée Pekka Halonen Halosenniemi, Tuusula
- Musée Jean Sibelius, Järvenpää
- Musée Urho Kekkonen Tamminiemi, Helsinki
- Musée Ahola, Järvenpää
- Maison de naissance d'Aleksis Kivi, Palojoki, Nurmijärvi
- Musée Adolf Erik Nordenskiöld, Alikartano, Mäntsälä
- Villa Kokkonen, Järvenpää, Joonas Kokkosen museo
- Musée Mannerheim, Kaivopuisto, Helsinki
- Musée Johan Vilhelm Snellman, Kuopio
- Musée d'art Lönnström (fi) , Rauma
- Musée d'art Hiekka, Tampere
- Hvitträsk, Kirkkonummi
- Musée Kyösti Kallio, Nivala
- Musée Volter Kilpi, Kustavi
- Marela, Rauma
- Musée Päivikki et Sakari Sohlbergin, Helsinki
- Musée Akseli Gallen-Kallela, Espoo
- Musée Toivi Järvinen, Saarijärvi
- Musée Wolkoff, Lappeenranta
- Manoir d'Urajärvi (fi), Asikkala
- Maison de Riihitie, Alvar Aalto, Helsinki
- Musée Söderlångvik (Amos Anderson), Kemiö
- Kuddnäs, Zacharias Topelius, Uusikaarlepyy
- Musée Emil Wikström, Valkeakoski
- Ett hem, Turku
- Villa Gyllenberg, Kuusisaari, Helsinki
- Ferme-musée Glims, Espoo

### Musées industriels
- Musée industriel d'Ankkapurha, Inkeroinen, Kouvola
- Musée Emil Aaltonen, Tampere
- Masuuni Brunou, Juankoski, Kuopio

- Forge de Jyrkkäkoski, Jyrkkä, Sonkajärvi
- Forge de Karkkila

- Juutilan vanha valimo, Kaavi
- Musée industriel de Rajamäki, Rajamäki
- Musée Rosenlew, Pori
- Gustaf, Mänttä-Vilppula

### Bateaux musées
- Tarmo, Kotka
- Bateau-phare Kemi, Kotka
- Pommern, Maarianhamina
- Sigyn, Turku
- Cygne de Finlande, Turku
- S/S Santtu (fi), Pori
- Sous-marin Vesikko, Helsinki
- S/S Bore, Turku

### Châteaux musées
- Château du Häme, Hämeenlinna
- Olavinlinna, Savonlinna
- Musée du château de Turku, Turku